# 1988年日本
1988年，是昭和時代的最後一年。

## 政府
- 天皇：裕仁
- 內閣總理大臣：竹下登

## 大事記
- 3月12日：青函隧道完工通車。
- 6月18日：《朝日新聞》獨家報導，神奈川縣川崎市副市長小松秀熙涉嫌在川崎站前的原明治製糖廠房再開發案中受贈瑞可利Cosmos股票，賣股獲利一億日圓。
- 7月，日本各媒體揭發瑞可利以低价向政界要人赠送瑞可利Cosmos未上市股票，政界要人再于市场上高价抛售的行贿手法。瑞可利事件爆發。
- 12月1日：JR京葉線舞濱站啟用。
- 12月9日：日本與馬紹爾群島建交。

## 出生
- 2月19日——入野自由，配音員
- 5月27日——諏訪彩花，配音員
- 9月9日——加隈亞衣，配音員
- 9月25日——伊瀨茉莉也，配音員
- 12月6日——島崎信長，配音員
- 12月14日——村瀨步，配音員

## 逝世
- 11月14日——三木武夫，政治人物，曾任內閣總理大臣。